# Список персонажів «Хронік Нарнії»
Тут представлено список персонажів «Хронік Нарнії». Українські варіанти імен дані за перекладами В. Наріжної («Небіж чаклуна», «Лев, Біла Відьма та шафа», «Кінь та його хлопчик», «Срібне крісло»), С. Ю. Андрухович («Принц Каспіан», «Подорож Досвітнього мандрівника»), Л. Овсянникової («Остання битва»). Інші версії перекладу подані окремо.

## А
- Адела Пенніфазер (Adela Pennyfather) — учениця Експериментального Дому, одна з хуліганів, що переслідували Юстаса і Джилл («Срібне крісло»).
- Азарот (англ. Azaroth) — калорменське божество («Кінь та його хлопчик»).
- Азроох (англ. Azrooh) — калорменець, вбитий королем Луном у битві при Анварді («Кінь та його хлопчик»).
- Айві (англ. Ivy) — служниця професора Дігорі Керка («Лев, Біла Відьма та шафа»).
- Алямбіль (англ. Alambil), Леді Миру — планета (мандрівна зірка) в небі над Нарнією, яку доктор Корнеліус показував принцу Каспіану («Принц Каспіан»).
- Алімаш (англ. Alimash) — калорменський аристократ, родич Аравіс («Кінь та його хлопчик»).
- Алмаз, у перекладі І. Ільїна, О. Кальниченка, К. Воронкіної Діамант (англ. Jewel, Jewel the Unicorn) — єдиноріг, друг Тиріяна. Бився в Останній битві, і очевидно загинув у ній. Після воскресіння пройшов через Двері Стайні у нову Нарнію («Остання битва»).
- Альберта Скрабб (Alberta Scrubb) — мати Юстаса Скрабба («Подорож Досвітнього мандрівника»).
- Анрадин (англ. Anradin Tarkaan) — калорменець, таркаан, господар коня Брі. Хотів купити Шасту. Вбитий у битві при Анварді («Кінь та його хлопчик»).
- Аравіс, у деяких перекладах Аравіта (англ. Aravis, Aravis Tarkheena) — дочка калорменського аристократа (таркаана), який хотів видати її в шлюб з багатим стариганом. Втекла разом з кобилою Гвін, залишилася в Арченландії. Подорослішавши, одружилася з принцом Кором, потім стала арченландською королевою («Кінь та його хлопчик»).
- Лорд Аргоз (англ. Lord Argoz) — один із семи Великих Лордів Нарнії. Занурився у сон на острові Раманду («Подорож Досвітнього мандрівника»)
- Ардіб Тишрок (англ. Ardeeb Tisroc) — один з царів Калормену, предок Аравіс. («Кінь та його хлопчик»)
- Лорд Арліан (англ. Lord Arlian) — лорд-тельмаринець, приближений Каспіана IX. Страчений за наказом Міраза після його воцаріння («Принц Каспіан»).
- Аршіш (англ. Arsheesh) — рибалка у Калормені, прийомний батько Шасти. Практичний, корисливий і запобігливий («Кінь і його хлопчик»).
- Аслан (англ. Aslan) — Великий Лев, покровитель і творець Нарнії. (всі твори циклу)
- Агошта (англ. Ahoshta) — 60-літній таркаан, який став Великим Візиром і головним радником Тишрока. Названа мати Аравіс намагалась видати її в шлюб за Агошту («Кінь та його хлопчик»).
- Ашарта (англ. Axartha Tarkaan) — великий візир, попередник Агошти («Кінь та його хлопчик»).

## Б
- Лорд Бар (англ. Lord Bar) — аристократ із Арченландії, приближений короля Луна, був у змові з Тишроком. Викрав маленького принца Кора, під час погоні залишив його в човні з одним зі своїх лицарів. Вбитий вояками короля («Кінь та його хлопчик»).
- Батько Різдво, також Санта (англ. Father Christmas) — добрий старик, від якого Пітер, Сьюзен і Люсі отримали свої різдвяні дари («Лев, Біла Відьма та шафа»).
- Батько Час, Батько-Час (англ. Father Time) — король велетнів, що спав у печері під землями на північ від Нарнії. Прокинувся за повелінням Аслана у кінці Нарнії. Звук рога Батька Часа може асоціюватися з трубами ангелів Страшного Суду. («Срібне крісло», «Остання битва»)
- Лорд Белізар (англ. Lord Belisar) — тельмаринський лорд, приближений Каспіана IX. Вбитий на ловах за наказом Міраза після його воцаріння («Принц Каспіан»).
- Бенністер (англ. Bannister), на прізвисько «Великий» (англ. Big) — учень Експериментального Дому, один з хуліганів («Срібне крісло»).
- Лорд Берн (англ. Lord Bern) — один із Сімох великих лордів Нарнії, що вирушили на Схід за порадою Міраза. Залишився на Самотніх островах, закохавшись у місцеву дівчину. Купив принца Каспіана у работоргівців, потім визволив і його супутників. Після скинення губернатора Гумпаса призначений Каспіаном намісником Самотніх островів, отримавши титул герцога («Подорож Досвітнього мандрівника»).
- Бетті (англ. Betty) — служниця професора Дігорі Керка («Лев, Біла Відьма та шафа»)
- Біла Відьма (англ. White Witch, Джадіс (англ. Jadis) — зла чаклунка, королева Чарну і самоназвана королева Нарнії. («Небіж чаклуна», «Лев, Біла Відьма та шафа»)
- Білі Рукавички (англ. Lilygloves) — ватажок кротів, що працювали на закладанні саду Кер-Паравела («Принц Каспіан»).
- Містер Бобер (англ. Mr. Beaver) — перший нарнієць, що зустрів всіх чотирьох дітей Певенсі. Він і його дружина прихистили дітей і розказали їм про Нарнію, перш ніж привести їх до Аслана («Лев, Біла Відьма та шафа»).
- Місіс Бобриха (англ. Mrs. Beaver) — дружина містера Бобра («Лев, Біла Відьма та шафа»).
- Бриклтамб (англ. Bricklethumb) — один з трьох братів-гномів, що притулили в себе Шасту (принца Кора) («Кінь та його хлопчик»).
- Брі, у деяких інших перекладах Ігого (англ. Bree), повне ім'я Брігі-гінні-брінні-гугі-га або І-йо-го-го-і-га-га-га-а (англ. Breehy-hinny-brinny-hoohy-hah) — кінь-мовець з Нарнії, у дитинстві спійманий калорменцями. Брав участь у багатьох битвах Калормену, був бойовим конем таркаана Анрадина, втік разом з Шастою (принцом Кором) («Кінь та його хлопчик»).

## В
- Вакх (Бахус, англ. Bacchus) — божество-дух вина і задоволень («Принц Каспіан»)
- Ведмідь (англ. Bear) — нарнійський ведмідь-мовець, не хотів вірити Хитру. Став на бік останнього короля Тіріяна, загинув у битві при Хліві. Після воскресіння пройшов через Двері до нової, справжньої Нарнії. («Остання битва»).
- Верть — див. Лопух
- Волунс (англ. Voluns) — фавн, який танцював з принцом Каспіаном («Принц Каспіан»).
- Волтинус (англ. Voltinus) — фавн, який танцював з принцом Каспіаном («Принц Каспіан»).

## Г
- Галка (Jackdaw) — нарнійська галка, відома як «перший жарт» у Нарнії («Небіж чаклуна»).
- Близнюки Ґарретт (Garrett Twins) — двоє хуліганів з Експериментального Дому, що переслідували Юстаса і Джилл («Срібне крісло»).
- Гарольд Скрабб (Harold Scrubb) — батько Юстаса Скрабба («Подорож Досвітнього мандрівника»).
- Гарпа Таркаан (Harpa Tarkaan) — батько Емета («Остання битва»).
- Гвендолен (англ. Gwendolen) — берунська дівчинка, яка пішла за Асланом («Принц Каспіан»).
- Гвін (англ. Hwin) — нарнійська кобила-мовець. Як і Брі, у дитячому віці викрадена калорменцями. Втекла разом з Аравіс («Кінь та його хлопчик»).
- Гейл (англ. Gale) — десятий король Нарнії, нащадок Франка І. Вирушив на Самотні острови, звільнив їх від влади дракона, на подяку за це жителі обрали його імператором. Починаючи з короля Гейла в повний титул королів Нарнії включалося «Імператор Самотніх островів». Згадується в історіях, які Алмаз розповідав Джилл. Окрім того, деякі відомості про Гейла містяться у примітках автора до своїх повістей («Остання битва»).
- Гелен I (Helen I) — перша королева Нарнії, дружина Франка I («Небіж чаклуна»).
- Ґірбіус, Ґірбіюс (англ. Girbius) — фавн, що танцював з принцом Каспіаном («Принц Каспіан»).
- Ґленсторм (англ. Glenstorm) — кентавр, пророк і звіздар, учасник Другої Битви при Беруні («Принц Каспіан»).
- Лорд Ґлозель (англ. Lord Glozelle) — радник Міраза, що вбив короля і потім був вбитий нарнійцями в Другій Битві при Беруні («Принц Каспіан»).
- Ґолґ (англ. Golg) — гном, житель глибинної країни Бізм («Срібне крісло»).
- Голковик, у перекладі І. Ільїна Голкостром (англ. Hogglestock) — нарнійський їжак, один зі «старих нарнійців», з якими познайомився принц Каспіан («Принц Каспіан»).
- Гриффл (англ. Griffle) — гном, ватажок відступників («Остання битва»).
- Гумпас, у перекладі С. Андрухович Ґампас (англ. Gumpas) — губернатор Самотніх островів, скинутий Каспіаном X («Подорож Досвітнього мандрівника»).

## Д
- Дальнозор (англ. Farsight) — нарнійський орел. Був разом з кентавром Руномудром, перед тим як останній був вбитий калорменцями. Передав Тиріяну вісті про загибель кентавра і здобуття Кер-Паравела військами Тишрока. Взяв участь в Останній битві, очевидно, загинув у ній. Після воскресіння перейшов через Двері Хліва до нової Нарнії («Остання битва»).
- Дар (англ. Dar) — Лорд Арченландський, старший брат Даррина («Кінь та його хлопчик»).
- Даррин (англ. Darrin) — Лорд Арченландський, молодший брат Дара («Кінь та його хлопчик»).
- Даффл (англ. Duffle) — один з трьох братів-гномів, що притулили в себе Шасту (принца Кора) («Кінь та його хлопчик»).
- Дестрієр, у перекладі І. Ільїна Булат (англ. Destrier)[1] — кінь принца Каспіана, на якому він втік із замка свого дядька Міраза («Принц Каспіан»).
- Діамант — див. Алмаз
- Діггл (англ. Diggle) — один з невірних гномів, які були кинуті калорменцями в Хлів («Остання битва»).
- Джадіс (англ. Jadis, Біла Відьма, англ. White Witch) — зла чаклунка, королева Чарну і самоназвана королева Нарнії. («Небіж чаклуна», «Лев, Біла Відьма та шафа»)
- Джилл Поул, у деяких перекладах Джил Поул (англ. Jill Pole) — друг Нарнії, подруга Юстаса («Срібне крісло» і «Остання битва»).
- Лорд Дриніян, у перекладі В. Наріжної Дрініян (англ. Lord Drinian) — капітан «Досвітнього мандрівника», мудрий і суворий радник Каспіана. У «Срібному кріслі» згадується, що він супроводжував принца Ріліяна в одній з його подорожей на півночі Нарнії («Подорож Досвітнього мандрівника», «Срібне крісло»).
- Думнус (англ. Dumnus) — фавн, що танцював з принцом Каспіаном («Принц Каспіан»).

## Е
- Едвард (англ. Edward) — двоюрідний брат Ендр'ю Кеттерлі, кавалерист британського резерву (yeoman). Згадується дядьком Ендр'ю як «єдиний родич, що заставляв речі в ломбарді» («Небіж чаклуна»)
- Едит Джекл (англ. Edith Jackle) — інформатор «банди» в Експериментальному Домі («Срібне крісло»).
- Едит Вінтерблотт (англ. Edith Winterblott) — одна з «банди» в Експериментальному Домі («Срібне крісло»).
- Едмунд Певенсі (англ. Edmund Pevensie) — друг Нарнії, король Нарнії, брат Пітера, Сьюзен і Люсі («Лев, Біла Відьма та шафа», «Кінь та його хлопчик», «Принц Каспіан», «Подорож Досвітнього мандрівника», «Остання битва»).
- Емет Таркаан (англ. Emeth Tarkaan) — калорменський воїн, був у складі загону таркаана Ришди. Відрізнявся шляхетним і чесним характером, щиро вірував у богиню Таш. Зголосився увійти у Хлів, там зустрів іншого калорменського вояка, що мав завдання вбивати всіх, хто входить через двері. Емет вбив його і викинув його тіло назовні. Блукаючи по новій Нарнії у пошуках богині Таш, він зустрів Аслана, який відкрив йому таємниці: що «Аслан і Таш не те ж саме, але протилежне», «неможливо робити добро її ім'ям, а зло ім'ям Аслана», «кожний знаходить те, що він шукає насправді». Потім Емет зустрічає Друзів Нарнії, короля Тиріяна, воскреслих нарнійців і розповідає їм свою історію («Остання битва»).
- Ендр'ю Кеттерлі (англ. Andrew Ketterley), дядько Ендр'ю (англ. uncle Andrew) — брат матері Дігорі Керка, займався чаклунством («Небіж чаклуна»).
- Енн Фіверстон (англ. Anne Featherstone) — однокласниця Люсі, якій не подобається, що Люсі дружить з Марджорі Престон («Подорож Досвітнього мандрівника»).
- Лорд Еримон (англ. Lord Erimon) — тельмаринський лорд, приближений Каспіана IX. Страчений за наказом Міраза після його воцаріння («Принц Каспіан»).
- Ерліян (англ. Erlian) — нащадок Ріліяна, батько короля Тиріяна, передостанній король Нарнії. Тиріян зустрів його в Саду («Остання битва»).

## Ж
- Жовтолап (англ. Sallowpad)[2] — нарнійський ворон-мовець, був у складі нарнійського посольства в Ташбаані («Кінь та його хлопчик»).

## З
- Зардінах (англ. Zardeenah) — калорменська богиня «Леді Ніч». Всі неодружені жінки Калормену присвячували себе їй («Кінь і його хлопчик»).зепс.

## І
- Ілґамут (англ. Ilgamuth) — калорменець, вбитий Даррином у битві при Анварді («Кінь та його хлопчик»).
- Ілсомбрех Тишрок (англ. Ilsombreh Tisroc) — правитель Калормену, прапрапрадід Аравіс («Кінь та його хлопчик»).
- Імператор-за-Морем (англ. Emperor-Over-the-Sea) — таємничий, неймовірно сильний і могутній Володар Нарнії, батько Аслана. Згадується у деяких повістях циклу.

## К
- Кабан (англ. Boar) — нарнійський кабан-мовець. Став на бік останнього короля Тиріяна, загинув в Останній битві. Після воскресіння пройшов через Двері до нової, справжньої Нарнії («Остання битва»).
- Камененіг (англ. Stonefoot) — велетень, якого мав викликати Руномудр у складі війська для боротьби з калорменцями («Остання битва»).
- Камілло, у перекладі І. Ільїна Їхнє Косоочіє Лоповух Перший (англ. Camillo) — заєць-мовець, один зі «старих нарнійців», з якими познайомився принц Каспіан («Принц Каспіан»).
- Картер (англ. Carter) — учень Експериментального Дому («Срібне крісло»).
- Каспіан I (англ. Caspian I), Каспіан Завойовник (англ. Caspian the Conqueror) — перший король Нарнії тельмаринського роду (після вторгнення в Нарнію тельмаринів) («Принц Каспіан»).
- Каспіан VI (англ. Caspian VI) — прапрадід Каспіана X; Будівник замка, де жив у дитинстві принц Каспіан («Принц Каспіан»).
- Каспіан VIII (англ. Caspian VIII) — король Нарнії з тельмаринської династії, батько Каспіана IX і Міраза, дід Каспіана X («Принц Каспіан»).
- Каспіан IX (англ. Caspian IX) — батько Каспіана X («Принц Каспіан»).
- Каспіан X, у перших виданнях перекладів В. Наріжної Каспіян (англ. Caspian X), Принц Каспіан, англ. Prince Caspian), Каспіан Мореплавець — принц, а згодом і король Нарнії, син Каспіана IX, племінник короля Міраза. Коронований великими королями і королевами Нарнії і Асланом. Після цього він вирушив у плавання до краю світу на своєму кораблі «Досвітній мандрівник». Батько принца Ріліяна («Принц Каспіан»), «Подорож Досвітнього мандрівника», «Срібне крісло»).
- Керві (англ. Chervy) — нарнійський олень, якого відправили по підмогу в Кер-Паравел («Кінь та його хлопчик»)
- Дігорі Керк, у перекладі О. Манька Дигорі Керк (англ. Digory Kirke) — друг Нарнії, професор. Побував у Нарнії у віці 10 років, разом з Поллі Пламмер. Саме в його домі діти Певенсі вперше потрапили в Нарнію («Небіж чаклуна», «Лев, Біла Відьма та шафа», «Подорож Досвітнього мандрівника», «Остання битва»).
- Кламаш (англ. Chlamash) — калорменський воїн, здався у полон у битві при Анварді («Кінь та його хлопчик»).
- Кліпсі (англ. Clipsie) — дівчинка-даффер, дочка Шефа («Подорож Досвітнього мандрівника»).
- Кол (англ. Col) — перший король Арченландії, молодший син нарнійського короля Франка V. Згадується у хронологічній таблиці.
- Кол (англ. Cole) — старший брат Коліна, арченладський аристократ («Кінь та його хлопчик»).
- Колін (англ. Colin) — молодший брат Кола, арченладський аристократ («Кінь та його хлопчик»).
- Кор, тривалий час носив ім'я Шаста (англ. Cor, Shasta) — король Арченландії після Луна, брат-близнюк Корина («Кінь та його хлопчик»).
- Коріакін (англ. Coriakin) — чарівник, який жив на одному з островів, де побували Каспіан, Едмунд і Люсі. Як і Раманду, був зіркою, що спустилася з неба. Правитель народу Дафферів, які надалі стали називатися Одноногами, а потім — Даффероногами («Подорож Досвітнього мандрівника»).
- Корин (англ. Corin), на прізвисько Громовий Кулак (Thunder-Fist) — син короля Луна Арченландського, брат-близнюк Шасти/Кора, який народився на 20 хвилин пізніше. Неперевершений кулачний боєць («Кінь та його хлопчик»).
- Корнеліус, Корнеліюс (англ. Cornelius) — учитель принца Каспіана X. За походженням був напівгном, напівлюдина. Він відкрив йому правду про історію Нарнії, вбивство його батька своїм братом. Після народження спадкоємця в Міраза Корнеліус врятував Каспіана від загибелі, передав йому Ріг королеви Сьюзен. Дуже багато знає про історію Нарнії («Принц Каспіан»).
- Королева Підземного Світу (англ. Queen of Underland, Леді в Зеленому англ. Lady of the Green Kirtle, Королева Глибинних Земель англ. Queen of the Deep Realm) — королева, яка зачаклувала принца Ріліяна і хотіла використати його, щоб захопити Нарнію («Срібне крісло»).
- Коррадин (англ. Corradin) — калорменець, якого вбив Едмунд у битві при Анварді («Кінь та його хлопчик»).
- Крилань, у перекладі І. Ільїна Крилатий, у перекладі О. Манька Полетун — див. Суничка
- Круть — див. Хитр

## Л
- Лазаралеен (англ. Lazaraleen) — дружина одного з таркаанів, подруга Аравіс («Кінь та його хлопчик»).
- Королева Лебідь (англ. Queen Swanwhite) — королева Нарнії. Відомо, що вона була королевою «давно, ще до Білої Відьми», але не була її попередницею. Згадується в історіях, які єдиноріг розповідав Джилл перед Останньою битвою («Остання битва»).
- Летиція Кеттерлі (англ. Letitia Ketterley), тітка Летті (aunt Letty) — сестра Ендр'ю Кеттерлі і матері Дігорі Керка («Небіж чаклуна»).
- Місіс Лефей (англ. Mrs Lefay) — хрещена мати Ендр'ю Кеттерлі, чаклунка (сам дядько називав її «феєю»). Від неї він отримав чарівний пил з Атлантиди, з якого й зробив Персні («Небіж чаклуна»).
- Ліліт (англ. Lilith) — перша дружина Адама, предок Білої Відьми Джадіс («Лев, Біла Відьма та шафа»)
- Лілн (англ. Liln) — дружина Олвіна Арченландського. Згадується в пісні менестреля на королівському бенкеті («Кінь та його хлопчик»).
- Лісовий Місяць (англ. Moonwood) — заєць, який жив колись у Нарнії і мав надзвичайно чутливий слух (міг чути розмови у Кер-Паравелі, знаходячись поруч потужного водоспаду). Згадується в історіях, які Алмаз розповідав Джилл перед Останньою битвою («Остання битва»).
- Осел Лопух, у перекладі І. Ільїна, О. Кальниченка, К. Воронкіної Верть (англ. Puzzle the Donkey) — віслюк, приятель Хитра. Разом з Мавпієм знайшов лев'ячу шкуру, погодився надягнути її і тим самим став невільним спільником Хитра у його підступному задумі. Визволений з Хліва Джилл Поул. Король Тіріан розраховував показати його обманутим нарнійцям, щоб викрити Мавпія. Але Хитр, Ришда й Рудий, дізнавшись про зникнення Лопуха, вигадали нову брехню: осел сам вирішив видати себе за Аслана. Пройшов у Двері в нову Нарнію, на Горі в Саду зустрів Аслана («Остання битва»).
- Король Лун (англ. King Lune) — король Арченландії, вдівець, батько Кора і Корина («Кінь та його хлопчик»).
- Люсі Певенсі (англ. Lucy Pevensie) — друг Нарнії, наймолодша серед королів і королев Нарнії, сестра Пітера, Едмунда і Сьюзен Певенсі («Лев, Біла Відьма та шафа», «Кінь та його хлопчик», «Принц Каспіан», «Подорож Досвітнього мандрівника», «Остання битва»).

## М
- Мабель Керк, до шлюбу Кеттерлі (англ. Mabel Kirke) — мати Дігорі Керка («Небіж чаклуна»).
- Мавп — див. Хитр
- Лорд Мавроморн (англ. Lord Mavramorn) — один із сімох Великих Лордів Нарнії. Занурився у сон на острові Раманду («Подорож Досвітнього мандрівника»).
- Місіс Макріді (англ. Mrs. Macready) — економка професора Керка. («Лев, Біла Відьма та шафа»)
- Маллагатерум (англ. Mullugutherum) — один з підземлян, конвоював Юстеса, Джилл і Хмуротваня у замок Зеленої Відьми («Срібне крісло»)
- Марджорі Престон (англ. Marjorie Preston) — однокласниця Люсі («Подорож Досвітнього мандрівника»).
- Маргарет (англ. Margaret) — служниця професора Керка («Лев, Біла Відьма та шафа»).
- Ментіус, Ментіюс (англ. Mentius) — фавн, який танцював з принцом Каспіаном («Принц Каспіан»).
- Міраз (англ. Miraz) — король Нарнії, син Каспіана VIII, молодший брат Каспіана IX, дядько Каспіана X. Убив власного брата, щоб захопити трон. Був убитий власним радником після невдачі в поєдинку з королем Пітером («Принц Каспіан»).
- Мо́грім, у перекладі В. Наріжної Мауґрим, у перекладі О. Манька Маугрім (англ. Maugrim; у деяких американських виданнях — Fenris Ulf) — вовк, капітан таємної поліції Білої Відьми під час її 100-літнього правління Нарнією. Був убитий королем Пітером («Лев, Біла Відьма та шафа»).

## Н
- Наузус (англ. Nausus) — фавн, що танцював з принцом Каспіаном («Принц Каспіан»).
- Нейн (англ. Nain) — король Арченландії під час правління Міраза («Принц Каспіан»).
- Нікабрик (англ. Nikabrik) — чорний гном, який був на стороні Каспіана під час війни з Міразом. Був убитий під час чаклування з метою повернути до життя Білу Відьму («Принц Каспіан»).
- Нім'єнус (англ. Nimienus) — фавн, що танцював з принцом Каспіаном («Принц Каспіан»).

## О
- Обентинус (англ. Obentinus) — фавн, який танцював з принцом Каспіаном («Принц Каспіан»).
- Облизян — див. Хитр
- Лорд Октезіан (англ. Lord Octesian) — один із сімох Великих Лордів Нарнії. Доля Октезіана залишилася неясною: чи то він з'їдений драконом на Драконячому острові, чи то перетворився на дракона, свідком смерті якого був Юстес (Подорож Досвітнього мандрівника).
- Олвін (англ. Olvin) — легендарний арченландський воїн, який переміг двоголового велетня Піра, перетворивши його на гору. Згадується у пісні менестреля на королівському бенкеті («Кінь та його хлопчик»).
- Опецькуваті Ведмеді (англ. Bulgy Bears) — троє братів-ведмедів, одні зі «старих нарнійців», з якими познайомився принц Каспіан («Принц Каспіан»).
- Оррунс (англ. Orruns) — фавн, один учасників Великого Сніжного Танку («Срібне крісло»).
- Оскунс, Осцунс (англ. Oscuns) — фавн, що танцював з принцом Каспіаном («Принц Каспіан»).

## П
- Паґ (англ. Pug, букв. «Мопс») — пірат і работорговець на Феліматі («Подорож Досвітнього мандрівника»).
- Пассариди (англ. Passarids) — тельмаринський шляхетний рід, всіх членів якого Міраз відправив на війну з велетнями і вони там загинули(«Принц Каспіан»).
- Перидан (англ. Peridan) — нарнійський лорд, був у складі посольства в Ташбаані, брав участь у битві при Анварді («Кінь та його хлопчик»).
- Піпічик (англ. Peepicheek) — один з нарнійських мишей-мовців, заступник Рипічипа. Після відходу останнього у Країну Аслана залишився головним серед нарнійських мишей («Принц Каспіан»).
- Пір (англ. Pire) — легендарний двоголовий велетень, переможений воїном Олвіном, який перетворив його на гору з роздвоєною вершиною. Згадується у пісні менестреля на королівському бенкеті. Гора Пір знаходилася у гірському хребті, що відділяв Арченландію від Нарнії («Кінь та його хлопчик»).
- Пітер Певенсі (англ. Peter Pevensie) — друг Нарнії, Верховний король Нарнії, Лорд Кер-Паравелю, Імператор Самотніх Островів. Найстарший брат Сьюзен, Едмунда і Люсі («Лев, Біла Відьма та шафа», «Принц Каспіан», «Остання битва»).
- Піттенкрім (Pittencream) — матрос, що залишився на острові Раманду («Подорож Досвітнього мандрівника»)
- Поггін, у деяких перекладах Поджин (англ. Poggin) — єдиний з визволених Тиріяном, Юстесом і Джилл гномів, що став на бік короля. Взяв участь в Останній битві, очевидно, загинув у ній. Після воскресіння пройшов через Двері у нову Нарнію («Остання битва»).
- Поллі Пламмер (англ. Polly Plummer) — друг Нарнії, подруга Дігорі. («Небіж чаклуна», «Остання битва»)
- Помона (англ. Pomona) — богиня, що наслала добрі заклинання на яблуневий сад Кер-Паравела («Принц Каспіан»).
- Місс Пріззл (Miss Prizzle) — шкільна вчителька в Нарнії. («Принц Каспіан»)
- Прунапрізмія (англ. Prunaprismia) — дружина Міраза, тітка Каспіана Х («Принц Каспіан»).
- Пугач — див. Сяйнокрил
- Пульверулентус Сіккус (англ. Pulverulentus Siccus) — автор підручника граматики «Граматичний Сад», за яким навчався принц Каспіан. У перекладі з латини це ім'я означає «Порошний Сухий» («Принц Каспіан»).

## Р
- Рабадаш (англ. Rabadash) — калорменський принц, син Тишрока. Закохався у нарнійську королеву Сьюзен, планував захопити Арченландію, напасти на Кер-Паравел і викрасти королеву. Розбитий нарнійсько-арченландським військом і взятий у полон у битві при Анварді. Перетворений Асланом на осла, рік по тому повернув собі людський образ. Ставши Тишроком, отримав прізвисько «Миротворець», а після смерті — «Потішний» («Кінь та його хлопчик»).
- Райнельф (англ. Rynelf) — матрос на «Досвітньому Мандрівнику» («Подорож Досвітнього мандрівника»).
- Рам Великий (англ. Ram the Great) — «найвідоміший король Арченландії», син короля Кора і королеви Аравіс («Кінь та його хлопчик»).
- Раманду (англ. Ramandu) — чарівник з останнього острову в Східному морі, був зіркою, що спустилася з неба. На острові Раманду нарнійські лорди Аргоз, Ревіліан і Мавроморн занурилися в сон, після того як один з них взяв у руки ніж Білої Відьми. Дочка Раманду надалі стала дружиною Каспіана X (Подорож Досвітнього мандрівника).
- Дочка Раманду (англ. Ramandu's Daughter) — дружина Каспіана X, мати Ріліяна, «дочка Зірки». Померла від укусу отруйної змії на півночі Нарнії. У повісті «Остання битва» згадується як одна з воскреслих нарнійців у Саду — разом зі своїм чоловіком Каспіаном і сином Ріліяном. У «Хроніках Нарнії» її ім'я не називається, але в серіалі 1989 року вона йменується «Лілліанділ» (Lilliandil) («Подорож Досвітнього мандрівника», «Срібне крісло»).
- Рамблбаффін (англ. Rumblebuffin) — велетень, перетворений Білою Відьмою на камінь. Надалі розчаклований Асланом, брав участь у Першій битві при Беруні («Лев, Біла Відьма та шафа»).
- Лорд Ревіліан (англ. Lord Revilian) — один із сімох Великих Лордів Нарнії. (Подорож Досвітнього мандрівника)
- Реггл (англ. Wraggle) — сатир-зрадник, якого убила Джил («Остання битва»)
- Лорд Рестімар (англ. Lord Restimar) — один із сімох Великих Лордів Нарнії. Загинув на Острові Мертвої Води, пірнувши в озеро, вода якого перетворювала все на золото. Тіло Рестімара у вигляді золотої статуї на дні бачили король Каспіан із супутниками (Подорож Досвітнього мандрівника).
- Ришда (англ. Rishda) — калорменський вельможа, командир загону калорменців, що прийшли в Нарнію за вказівкою Хитра. Підступний і лицемірний: прославляв богиню Таш, не віруючи в неї. В Останній битві Тиріян, оточений переважними силами калорменців, втягнув таркаана у Хлів, де вони зустрілися з богинею Таш. Після повеління ім'ям Аслана Таш зникла разом з Ришдою у пазурах («Остання битва»).
- Рипічип, Ріпічіп (англ. Reepicheep) — миш-мовець, брав участь у війні разом з Каспіаном X і Певенсі, а також у подорожі на Досвітньому мандрівнику. Щоб розчаклувати трьох Лордів, погодився залишитися на Краю Світу, пройшовши у Країну Аслана. В «Останній битві» зустрічає Сімох Друзів Нарнії, останнього короля Тиріяна і воскреслих нарнійців у воротах Саду («Принц Каспіан», «Подорож Досвітнього мандрівника», «Остання битва»).
- Принц Ріліян (англ. Prince Rilian) — син короля Каспіана X і дочки Раманду, спадкоємець трону («Срібне крісло», «Остання битва»).
- Рінс (англ. Rhince) — помічник капітана на «Досвітньому Мандрівнику» («Подорож Досвітнього мандрівника»).
- Рішті Таркаан (англ. Rishti Tarkaan) — калорменський вельможа, дід Аравіс («Кінь та його хлопчик»).
- Роджин (англ. Roggin) — один з трьох братів-гномів, що притулили в себе Шасту (принца Кора) («Кінь та його хлопчик»)
- Родохмар (англ. Cloudbirth) — кентавр, що лікував Хмуротваня («Срібне крісло»).
- Рудий (англ. Ginger, буквально — «Імбир»), у перекладі І. Ільїна, О. Кальниченка, К. Воронкіної Рижий — нарнійський кіт-мовець, прибічник Хитра. Разом з Ришдою-таркааном взяв керівництво зрадниками Нарнії після фактичного усунення Мавпія від влади. Не вірив ні в Аслана, ні в Таш. Перебуваючи в змові з таркааном, увійшов у Хлів, але побачивши богиню Таш, вискочив назовні, позбувшись при цьому дару мовлення. Подальша його доля невідома («Остання битва»).
- Руномудр, у перекладі І. Ільїна, О. Кальниченка, К. Воронкіної Рунвіт (англ. Runwit) — нарнійський кентавр. Бувши звіздарем, передбачав велике лихо для Нарнії. Відправлений Тиріяном за підмогою у Кер-Паравел, але по дорозі поранений калорменцями і вмер, встигнувши передати через орла Дальнозора останнє слово королю. Після воскресіння пройшов через Двері до нової, справжньої Нарнії («Остання битва»).
- Лорд Руп (англ. Lord Rhoop) — один із сімох Великих Лордів Нарнії («Подорож Досвітнього мандрівника»).

## С
- Самітник (англ. Hermit) — старик, якого Шаста, Аравіс, Брі та Гвін зустріли на південному кордоні Арченландії. Притулив у себе коней і Аравіс («Кінь та його хлопчик»).
- Сара (англ. Sarah) — служниця дядька Ендр'ю, добродушна, ввічлива жінка («Небіж чаклуна»)
- Свердловітер (англ. Wimbleweather) — нарнійський велетень, брав участь у битві біля Пагорба Аслана і Другій Битві при Беруні («Принц Каспіан»).
- Сілен (англ. Silenus) — супутник Вакха, що їде верхи на ослі. Добродушний, вічно п'яний, довірливий («Принц Каспіан»).
- Скоромовка, в іншому перекладі Теревенька (англ. Pattertwig, в оригінальному тексті — чоловічого роду) — білка із західних лісів. Частувала горіхами принца Каспіана Х. На Раді в Кургані Кам'яного Столу обрана для зустрічі давніх Королів Нарнії (братів і сестер Певенсі) на Ліхтарному Пустищі. Більше в цій і наступних повістях не згадується («Принц Каспіан»).
- Слинка (англ. Slinkey, буквально — «Скрадливий», «Скрадник») — нарнійський лис, що став на сторону Хитра і калорменців. Вбитий Юстасом («Остання битва»).
- Сніжинка (англ. Snowflake) — кінь Королеви Підземного Світу. Після розчаклування Ріліяна і загибелі Королеви Хмуротвань і Джилл верхи на ньому залишили Підземний Світ («Срібне крісло»).
- Лорд Сопеспіян (англ. Lord Sopespian) — приближений Міраза, якого убив Пітер («Принц Каспіан»).
- Сорнер (англ. Sorner), на прізвисько «Прищ» (Spotty) — один з хуліганів в Експериментальному Домі («Срібне крісло»).
- Співвінс (англ. Spivvins) — шкільний друг Юстаса («Срібне крісло»).
- Суничка, у перекладі І. Ільїна Аґрус, у перекладі О. Манька Перчик (англ. Strawberry) — кінь візника Франка, потрапив у Нарнію у час її створення. Після того як Аслан дарував коневі крила, отримав ім'я «Крилань» (англ. Fledge). Верхи на Крилані Дігорі і Поллі літали в Сад на західному краю Світу («Небіж чаклуна», «Остання битва»).
- Сьюзен Певенсі (англ. Susan Pevensie) — королева Нарнії, сестра Пітера, Едмунда і Люсі («Лев, Біла Відьма та шафа», «Кінь та його хлопчик», «Принц Каспіан»).
- Сяйнокрил (англ. Glimfeather), Пугач (англ. Owl — «Сова») — пугач-мовець, зустрів Юстаса і Джилл у Кер-Паравелі. У таємниці від Трампкіна взяв дітей на Совину Раду у закинутому замку, де обговорювали план пошуків принца Ріліяна («Срібне крісло»).

## Т
- Містер Тамнус, у деяких перекладах Містер Тумнус (англ. Mr. Tumnus) — фавн, друг Люсі, перший, кого дівчинка зустріла в Нарнії. Заарештований вовком Могрімом за «приховування ворогів королеви і братання з людьми», перетворений Білою Відьмою у камінь, розчаклований Асланом. У казці «Кінь і його хлопчик» зустрічає Шасту у Ташбаані, розмовляє з ним. В «Останній битві» зустрічається з Люсі у Саду («Лев, Біла Відьма та шафа», «Кінь та його хлопчик», «Остання битва»).
- Такс (англ. Tacks) — работорговець на Феліматі, помічник Паґа («Подорож Досвітнього мандрівника»).
- Тарва (Tarva), Лорд Перемоги — планета (мандрівна зірка) в небі над Нарнією («Принц Каспіан»).
- Таш (англ. Tash) — богиня (в оригінальном тексті — середнього роду), якій поклонялися у Калормені і до якої зводили рід Тишроки. Має пташину голову з дзьобом. В «Останній битві» виявляється, що ця богиня існувала насправді, бувши протилежністю Аслана і персоніфікацією сил зла («Кінь та його хлопчик», «Остання битва»).
- Ташлан (англ. Tashlan) — ім'я, утворене від імен «Таш» і «Аслан», яке використовували Хитр і калорменці, запевняючи нарнійців, що Аслан і Таш просто різні імена того ж бога («Остання битва»).
- Твердогризи, у перекладі І. Ільїна Гострозуби (англ. Hardbiters) — три борсуки, одні зі «старих нарнійців», з якими познайомився принц Каспіан («Принц Каспіан»).
- Теревенька — див. Скоромовка.
- Тиріян, у перекладі І. Ільїна, О. Кальниченка, К. Воронкіної Тіріан (англ. Tirian) — останній король Нарнії, син Ерліана, правнук правнука Ріліяна. Головнокомандувач армії нарнійців у битві при Хліві. Вік — 20-25 років. За характером шляхетний, прямий, хоробрий, але йому бракує далекоглядності й обачливості («Остання битва»).
- Тишрок (англ. Tisroc) — титул верховних правителів Калормену. У казці «Кінь та його хлопчик» Тишрок показаний типовим східним деспотом, жадібним, самозакоханим і самовпевненим. Згадки про останнього Тишрока є в «Останній битві» — він вирішує завоювати Нарнію, скориставшись зрадою Хитра («Кінь та його хлопчик», «Остання битва»).
- Торнбат (англ. Thornbut) — гном, що бився на кулаках з принцом Корином. У бійці сильно пошкодив ногу, внаслідок чого не зміг взяти участь у битві з калорменцями. Його обладунок і зброю взяв Шаста (принц Кор) («Кінь та його хлопчик»).
- Трампкін (англ. Trumpkin) — рудий гном, один з трьох старих нарнійців, що знайшли непритомного принца Каспіана в лісі. Надалі зустрів Певенсі в руїнах Кер-Паравела і привів до Каспіана Х. Згодом став радником короля Каспіана Х, а під час його плавання на край світу правив країною замість короля. У «Срібному кріслі» Трампкін глибокий старик, регент Каспіана Х після його відплиття на Схід («Принц Каспіан», «Подорож Досвітнього мандрівника», «Срібне крісло»).
- Тран (англ. Tran) — один з арченландських лицарів, брав участь у битві при Анварді («Кінь та його хлопчик»).
- Трюфель, у перекладі І. Ільїна Трюфеліно (англ. Trufflehunter) — борсук-мовець. Він піклується про Каспіана X, коли той був поранений під час втечі від Міраза. Трюфель завжди залишався і залишається вірним Аслану («Принц Каспіан»).

## У
- Лорд Увілас (англ. Uvilas) — тельмаринський лорд, приближений Каспіана IX. Вбитий на ловах за наказом Міраза після його воцаріння («Принц Каспіан»).
- Урнус (англ. Urnus) — фавн, слуга королівського регента Трампкіна («Срібне крісло»).

## Ф
- Франк I (англ. Frank I) — перший король Нарнії, який доти був в Англії звичайним лондонським візником («Небіж чаклуна»).
- Франк V (англ. Frank V) — король Нарнії, нащадок Франка І, батько першого короля Арченландії. Згадується у хронологічній таблиці.

## Х
- Хитр, у перекладі І. Ільїна, О. Кальниченка, К. Воронкіної Круть (англ. Shift), Мавп, у перекладі І. Ільїна, О. Кальниченка, К. Воронкіної Облизян (англ. Ape) — людиноподібний мавпій, що жив в останні часи Нарнії. Розумний, але хитрий і підступний, схильний до пияцтва. Вбравши осла Лопуха у лев'ячу шкуру і видавши його за Аслана, став лжепророком і зрадником Нарнії. Після приходу калорменського загону підпав під вплив Ришди-таркаана, став зловживати вином і перетворився на пішака в руках калорменців. Під час Останньої битви кинутий Тиріяном у Хлів, де вбитий богинею Таш («Остання битва»).
- Хмуротвань (англ. Puddleglum) — представник народу хитайболотів (англ. Marsh-wiggles), якого Совина Рада призначила в проводирі Юстасу і Джилл. Має голову і тулуб людини, але жабячі ноги. Разом з Юстасом і Джилл врятував принца Ріліяна. За характером похмурий і песимістичний, але найдійний, рішучий і завжди вірує в Аслана («Срібне крісло», «Остання битва»).

## Ч
- Чорносмол, у перекладі І. Ільїна Вуглик (англ. Coalblack) — кінь принца Ріліяна. Після розчаклування принца і загибелі Королеви Глибинних Земель Ріліян і Юстес верхи на ньому залишили Підземний Світ («Срібне крісло»).

## Ш
- Шар (англ. Shar) — один з арченландських лицарів, брав участь у битві при Анварді («Кінь та його хлопчик»).
- Шаста (англ. Shasta) — ім'я принца Кора, яке він носив у калорменців, бувши прийомним сином Аршіша («Кінь та його хлопчик»).
- Шуфля Землекопач, у перекладі Ільїна Лопатолап (англ. Clodsley Shovel) — нарнійський кріт, один зі «старих нарнійців», з якими познайомився принц Каспіан («Принц Каспіан»).

## Ю
- Юстас Кларенс Скрабб (англ. Eustace Clarence Scrubb) — родич братів і сестер Певенсі («Подорож Досвітнього мандрівника», «Срібне крісло», «Остання битва»).

## Я
- Ягня (англ. Lamb) — нарнійське ягня-мовець, намагалося сперечатися з Хитром, вказуючи на несумісність віри в Аслана і в Таш. Подальша його доля невідома («Остання битва»).

## Персонажі з екранізацій, відсутні в творах К.С.Льюїса
- Борсук (Badger) — найкращий друг містера Бобра, перетворений Відьмою на камінь («Лев, чаклунка та шафа»)
- Гелен Певенсі (Helen Pevensie) — мати Пітера, Сьюзен, Едмунда і Люсі («Лев, чаклунка та шафа»)
- Громова Стріла (Lightning Bolt) — дитина-кентавр, один зі «старих нарнійців» на Кургані Аслана («Принц Каспіан»)
- Зелена Дріада (Green Dryad) — дріада Квітучої Вишні. Передала Пітеру й Едмунду вість про смерть Аслана («Лев, чаклунка та шафа»).
- Містер Лис (Mr. Fox) — персонаж, що допомагає Певенсі врятуватися від вовків («Лев, чаклунка та шафа»).
- Джинаррбрік (Ginarrbrik) — гном, слуга Білої Відьми («Лев, чаклунка та шафа»).
- Лілліанділ (Lilliandil) — ім'я, яке Дуглас Грешем дав дочці Раманду («Підкорювач Світанку»).
- Отмін (Otmin) — мінотавр, головнокомандувач армії Білої Відьми («Лев, чаклунка та шафа»).
- Лорд Грегуар (Lord Gregoire) — один з приближених Міраза («Принц Каспіан»).
- Лорд Монтоя (Lord Montoya) — один з приближених Міраза («Принц Каспіан»).
- Лорд Сітлі (Lord Scythley) — один з приближених Міраза («Принц Каспіан»).
- Лорд Доннон (Lord Donnon) — один з приближених Міраза («Принц Каспіан»).
- Вітрогрива (Windmane) — жінка-кентавр, дружина Ґленсторма («Принц Каспіан»).
- Залізне Копито (Ironhoof) — кентавр, син Ґленсторма («Принц Каспіан»).
- Сонцехмар (Suncloud) — кентавр, син Ґленсторма («Принц Каспіан»).
- Астерій (Asterius) — літній мінотавр, один зі «старих нарнійців» («Принц Каспіан»).
- Грифони (gryphons) — крилаті істоти («Лев, чаклунка та шафа», «Принц Каспіан»).
- Діомед (Diomedus) — мінотавр, «один зі старих нарнійців» («Принц Каспіан»).
- Тірус (Tyrus) — сатир, «один зі старих нарнійців», вбитий лордом Ґлозелем («Принц Каспіан»).
- Ґаель (Gael) — жителька Самотніх островів, дочка Рінса, що потайки вирушила на «Досвітньому Мадрівнику» шукати матір («Підкорювач Світанку»).
- Ореїус (Oreius) — кентавр, головнокомандувач армії Аслана («Лев, чаклунка та шафа»).